# Лесніцтво (Турецький повіт)
Лесніцтво (пол. Leśnictwo) — село в Польщі, у гміні Кавенчин Турецького повіту Великопольського воєводства.
Населення — 217 осіб (2011).
У 1975-1998 роках село належало до Конінського воєводства.

## Демографія
Демографічна структура станом на 31 березня 2011 року:
|          | Загалом | Допрацездатний вік | Працездатний вік | Постпрацездатний вік |
| -------- | ------- | ------------------ | ---------------- | -------------------- |
| Чоловіки | 111     | 24                 | 73               | 14                   |
| Жінки    | 106     | 19                 | 57               | 30                   |
| Разом    | 217     | 43                 | 130              | 44                   |